# Соціологія літератури
Соціологія літератури — підрозділ соціології культури, вивчає суспільне виробництво літератури і його соціальні наслідки.
Також її характеризують як «суміжну область соціології і літературознавства, що досліджує залежність літератури від суспільства і її взаємозв'язок із суспільством, а також вивчає соціальні функції художньої літератури та творчості».
Соціологія літератури — галузь на межі соціології та письменства, яка вивчає його залежність від позахудожніх чинників, використовуючи анкетно-статистичні методи аналізу літературного процесу, відносин «автор — читач» тощо. Теорія, предметом якої є співвідношення між синхронними відмінностями та діахронною динамікою суспільства і «зумовленого» ним письменства в ідеологічній та художній сфері.
Літературознавці розглядають художній твір як твір мистецтва, що має естетичну цінність, а соціологів літератури цікавить створення, сприйняття і інтерпретація літературного твору і його соціальний «background». У європейській традиції розрізняють «літературну соціологію» як частину літературознавства, що займається безпосередньо літературним текстом з соціолінгвістичної точки зору, і «соціологію літератури» як частину соціології, яка застосовує соціологічні методи при вивченні книжкового ринку, поширення літератури, успіху у публіки. В американській традиції соціологи літератури в основному вивчають організації і ринки, а також смаки, уподобання та практики читачів в певних соціальних групах, надаючи більшого значення емпіричному аналізу, ніж теоретичним розробкам.
Одним із перших прихильників соціології літератури в українському письменстві був Іван Білик, який вважав, що завдання реалістичної прози полягає у висвітленні суспільних явищ, тому більшу вагу мають ті автори, «що йдуть громадською соціальною тропою — і соціальним поглядом озирають життя народне». Його переконання позначилися на спільному з Панасом Мирним романі «Хіба ревуть воли, як ясла повні?». Аналогічної позиції дотримувалися М. Драгоманов, І. Франко та ін.